# Karang Tengah (Buay Madang Timur)
Karang Tengah is een bestuurslaag in het regentschap Ogan Komering Ulu van de provincie Zuid-Sumatra, Indonesië. Karang Tengah telt 2048 inwoners (volkstelling 2010).